# Immanuel Weber (Theologe)
Immanuel Weber (* 7. September 1633 in Leipzig; † 6. Dezember 1677 in Pomßen) war ein deutscher evangelischer Theologe und Dichter.

## Leben
Immanuel Weber war der Sohn des Leipziger Bürgers und Kaufmannes Johannes Weber († 1646) und dessen Frau Susanna Scherl († 1635). Sein Onkel war der Leipziger a.o. Professor der Theologie Jeremias Weber (1600–1643). Weber hatte die Nikolaischule in Leipzig besucht, die unter der Leitung des damaligen Rektors Johannes Hornschuch stand, und hatte daneben Privatlehrer. Anschließend begann er an der Universität Leipzig ein Studium der Philosophie, wobei er die Vorlesungen von Hieronymus Kromayer, Johannes Ittig, Andreas Rivinus und Hornschuch besuchte.
1650 erwarb er das Baccalaurat der Philosophie. Im selben Jahr wechselte er an die Universität Jena, wo er ein Jahr lang die philosophischen Vorlesungen von Paul Slevogt, Johann Zeisold, Daniel Stahl, und theologische Vorlesungen bei Gottfried Cundisius, Johannes Musaeus und anderen hörte. Zurückgekehrt nach Leipzig, wurde er am 27. Januar 1653 Magister der Philosophie. Er widmete sich dann dem Studium der Theologie, wurde am 25. September 1655 Substitut des Pfarrers in Hohenheida und nach dessen Tod 1656 dort Pfarrer. 1666 ging er als Pfarrer nach Pomßen, wo er bis zu seinem Lebensende wirkte. Weber ist als Herausgeber von Gedichten in Erscheinung getreten.

## Familie
Weber war drei Mal verheiratet. Seine erste Ehe schloss er am 4. Februar 1656 in der St. Thomaskirche in Leipzig mit Anna Maria, die Tochter des Juweliers in Dresden Johann Bürger. Am 19. Januar 1657 ging er in Hohenleina mit Anna Sabina († 23. September 1657), die Tochter des kurfürstlich sächsischen Amtsgeleitsmannes in Torgau Johann Friedrich Tirsch seine zweite Ehe ein.
Aus dieser Ehe stammt der Sohn
- Immanuel Weber (* 23. September 1659 in Hohenheida; † 7. Mai 1726 Gießen) Historiker, Jurist und Dichter; Hofmeister der Prinzen von Schwarzburg-Sondershausen; später Professor in Gießen.

Am 6. November 1660 schloss er in Hohenheida mit Maria Magdalena, der Tochter des Pastors der Bergkirche in Eilenburg Daniel Heerbrand, seine dritte Ehe. Aus dieser Ehe sind drei Söhne und zwei Töchter hervorgegangen. Von den Kindern kennt man:
- Simon Gottfried Weber
- Maria Magdalena Weber
- Friedrich Wilhelm Weber († 1667 jung)
- Susanna Dorothea Weber
- Johann Christoph Weber

## Weblink
- Druckschriften von und über Immanuel Weber im VD 17.

| Personendaten    | Personendaten                                |
| ---------------- | -------------------------------------------- |
| NAME             | Weber, Immanuel                              |
| KURZBESCHREIBUNG | deutscher evangelischer Theologe und Dichter |
| GEBURTSDATUM     | 7. September 1633                            |
| GEBURTSORT       | Leipzig                                      |
| STERBEDATUM      | 6. Dezember 1677                             |
| STERBEORT        | Pomßen                                       |